# 楠克赖
楠克赖（法語：Nancray，法語發音：[nɑ̃kʁɛ]）是法国杜省的一个市镇，属于贝桑松区。

## 地理
楠克赖（47°14'43"N, 6°10'53"E）面积16.48 平方千米，位于法国勃艮第-弗朗什-孔泰大區杜省，该省份为法国东部内陆省份，北起上索恩省，西接汝拉省，东部及东南部与瑞士接壤，东北部与贝尔福地区省接壤。
与楠克赖接壤的市镇（或旧市镇、城区）包括：拉舍维约特、热讷、奥斯、布克朗、韦尔。

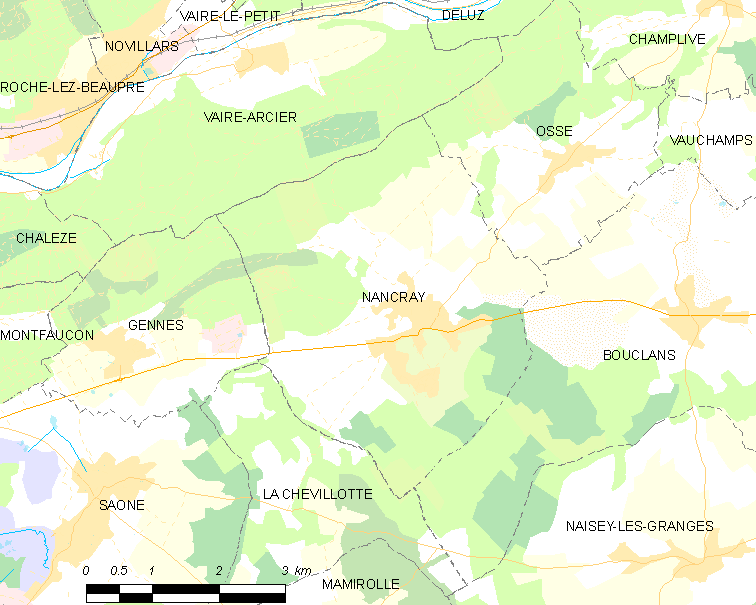
楠克赖的OSM定位图

楠克赖的时区为UTC+01:00、UTC+02:00（夏令时）。

## 行政
楠克赖的邮政编码为25360，INSEE市镇编码为25418。

## 政治
楠克赖所属的省级选区为贝桑松第五县。

## 人口

1962-2008年间楠克赖人口变化图示

楠克赖于2022年1月1日时的人口数量为1300人。